# Forcipomyia unica
Forcipomyia unica is een muggensoort uit de familie van de knutten (Ceratopogonidae). De wetenschappelijke naam van de soort is voor het eerst geldig gepubliceerd in 1978 door Bystrak and Wirth.